# Операция «Грог»
Операция «Грог» (англ. Operation Grog, 6 — 11 февраля 1941 года) — военная операция Великобритании против Италии во время Второй мировой войны. В ходе операции британские флот и авиация произвели бомбардировку итальянских портов Генуя и Специя. Предполагалось добить поврежденные во время рейда на Таранто линкоры «Джулио Чезаре», «Кайо Дуилио» и «Литторио», которые были переведены в более безопасные гавани северного побережья. На деле, в гавани Генуи оказался лишь «Кайо Дуилио». В ходе подготовки операции стало известно о планировавшейся встрече Муссолини и Франко 12 февраля, и безнаказанный обстрел итальянского берега должен был побудить каудильо поостеречься вступать в число стран Оси.
Первоначальный план предполагал начать операцию 31 января 1941 года, однако ударное соединение вышло из Гибралтара 6 февраля. В состав соединения вошли линкоры HMS Renown и HMS Malaya, авианосец HMS Ark Royal и лёгкий крейсер HMS Sheffield, эскортируемые эсминцами HMS Foxhound, HMS Foresight, HMS Fury, HMS Firedrake и HMS Jersey. Эсминцы шли курсом на восток, чтобы создать видимость нового выхода на прикрытие конвоя, но итальянцы сделали вывод о проведении операции на севере Тирренского моря.
Утром 9 февраля корабли соединения в течение получаса обстреляли гавань Генуи, потопив 4 корабля и повредив 18, однако «Кайо Дуилио» избежал попаданий. Из-за ошибки артиллерийского офицера «Малайи» один из её 381-мм бронебойных снарядов попал в генуэзский кафедральный собор. К счастью, снаряд не взорвался. Самолёты с авианосца атаковали Ливорно и выставили мины в районе Специи. Итальянский флот попытался перехватить британское соединение, однако потерпел неудачу, также как и Regia Aeronautica, и даже только что прибывшие Люфтваффе. Неудача была отнесена на счет отсутствия взаимодействия флота и авиации, но никаких мер по исправлению ситуации предложено не было. Все британские корабли 11 февраля вернулись в Гибралтар.

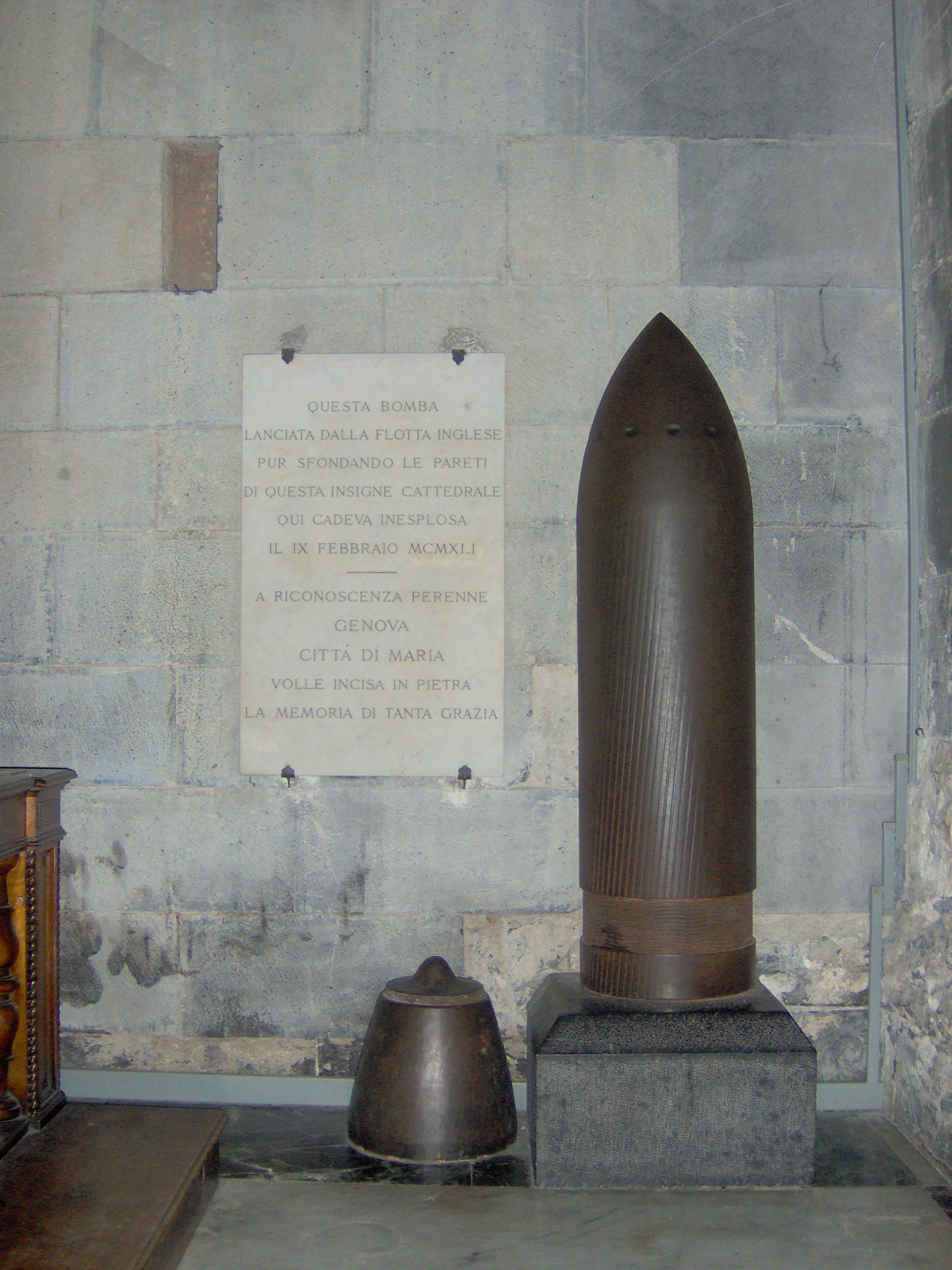
Снаряд «Малайи», выставленный в нефе генуэзского кафедрального собора.